# Un flic à Chicago
Pour plus de détails, voir Fiche technique et Distribution.
Un flic à Chicago ou Le flic de Chicago au Québec (Next of Kin) est un film américain réalisé par John Irvin, sorti en 1989.

## Synopsis
Truman Gates a quitté la région des Appalaches pour faire carrière dans la police de Chicago. Il s'est marié avec Jessie, une violoniste, et a réussi à s'élever dans la hiérarchie. Gerald, un des frères de Truman, travaille comme chauffeur de camion pour une compagnie de la métropole. Il espère gagner assez d'argent pour retrouver au plus vite son Kentucky natal. Cependant, le mafioso John Isabella cherche à s'assurer la mainmise sur toute une série d'activités et fait pression sur divers transporteurs.

## Fiche technique
Sauf indication contraire, les informations mentionnées dans cette section peuvent être confirmées par la base de données cinématographiques IMDb,  présente dans la section « Liens externes ».
- Titre original : Next of Kin
- Titre français : Un flic à Chicago
- Titre québécois : Le flic de Chicago
- Réalisation : John Irvin
- Scénario : Michael Jenning
- Décors : Jim Duffy et Jack T. Collis (le concepteur des décors)
- Costumes : Donfeld
- Photographie : Steven Poster
- Montage : Peter Honess
- Musique : Jack Nitzsche
- Production : Don Enright et Les Alexander

associée : Jeb Stuart
exécutive : Larry DeWaay
Casting : Jane Alderman, Shelley Andreas et Mindy Marin
- Société de production : Lorimar Film Entertainment
- Société de distribution : Warner Bros.
- Budget : 12 000 000 de dollars
- Pays d'origine :  États-Unis
- Langue originale : anglais
- Format : couleur Metrocolor - 1,85 : 1 - 35 mm - son Dolby stéréo
- Genre : Action et thriller
- Durée : 103 minutes
- Date de sortie : 
  - États-Unis : 20 octobre 1989
  -  France : Sortie directement en vidéo en 1992[1]
- Recettes : 15 942 628 de dollars

## Distribution
Sauf indication contraire, les informations mentionnées dans cette section peuvent être confirmées par la base de données cinématographiques IMDb,  présente dans la section « Liens externes ».
- Patrick Swayze (VF : Richard Darbois) : Truman Gates
- Liam Neeson (VF : Emmanuel Jacomy) : Briar Gates
- Adam Baldwin (VF : Patrick Laplace) : Joey Rosselini
- Helen Hunt : Jessie Gates
- Andreas Katsulas (VF : Sady Rebbot) : John Isabella
- Bill Paxton (VF : Lionel Tua) : Gerald Gates
- Ben Stiller (VF : Vincent Violette) : Lawrence Isabella
- Michael J. Pollard (VF : Georges Aubert) : Harold
- Ted Levine (VF : Vincent Grass) : Willy Simpson
- Del Close (en) : Frank
- Valentino Cimo : Rhino
- Paul Greco (en) : Leo
- Vincent Guastaferro (en) (VF : Marc François) : Paulie
- Paul Herman : Tony Antonelli
- Don James : David Jenkins
- Michael Sassone : Melvin
- Neil Giuntoli (en) : Shorty
- Joseph R. Ryan (VF : René Bériard) : Grandpa Gates
- Billy Branch : le pasteur
- Lisa Niemi : violoniste (non crédité)